# Episodi di Dawson's Creek (quinta stagione)
La quinta stagione della serie televisiva Dawson's Creek, composta da 23 episodi, è stata trasmessa negli Stati Uniti dal canale The WB dal 10 ottobre 2001 al 15 maggio 2002.
In Italia è stata trasmessa da Italia 1 dal 23 aprile 2002 al 6 novembre 2003.
| nº | Titolo originale             | Titolo italiano                 | Prima TV USA     | Prima TV Italia |
| -- | ---------------------------- | ------------------------------- | ---------------- | --------------- |
| 1  | The Bostonians               | Quelli di Boston                | 10 ottobre 2001  | 23 aprile 2002  |
| 2  | Lost Weekend                 | Ultima chiamata per Los Angeles | 17 ottobre 2001  | 24 aprile 2002  |
| 3  | Capeside Revisited           | La confraternita                | 24 ottobre 2001  | 27 aprile 2002  |
| 4  | The Long Goodbye             | Sensi di colpa                  | 31 ottobre 2001  | 26 aprile 2002  |
| 5  | Use Your Disillusion         | Delusioni e tradimenti          | 7 novembre 2001  | 29 aprile 2002  |
| 6  | High Anxiety                 | Momenti critici                 | 14 novembre 2001 | 30 aprile 2002  |
| 7  | Text, Lies and Videotape     | Il testamento                   | 21 novembre 2001 | 2 maggio 2002   |
| 8  | Hotel New Hampshire          | Travolgente passione            | 28 novembre 2001 | 2 maggio 2002   |
| 9  | Four Scary Stories           | Storie di terrore               | 12 dicembre 2001 | 6 maggio 2002   |
| 10 | Appetite for Destruction     | L'amara scoperta                | 19 dicembre 2001 | 7 maggio 2002   |
| 11 | Something Wild               | L'altra Joey                    | 16 gennaio 2002  | 8 maggio 2002   |
| 12 | Sleeping Arrangements        | La decisione di Pacey           | 23 gennaio 2002  | 9 maggio 2002   |
| 13 | Something Wilder             | Un bacio irrefrenabile          | 30 gennaio 2002  | 10 maggio 2002  |
| 14 | Guerrilla Filmmaking         | Ciak, si gira!                  | 6 febbraio 2002  | 13 maggio 2002  |
| 15 | Downtown Crossing            | Tutto in una notte              | 13 febbraio 2002 | 14 maggio 2002  |
| 16 | In a Lonely Place            | Dolce malinconia                | 20 febbraio 2002 | 15 maggio 2002  |
| 17 | Highway to Hell              | Nuove realtà                    | 4 aprile 2002    | 16 maggio 2002  |
| 18 | Cigarette Burns              | Novità in amore                 | 10 aprile 2002   | 17 maggio 2002  |
| 19 | 100 Light Years from Home    | Vacanze in Florida              | 17 aprile 2002   | 30 ottobre 2003 |
| 20 | Separate Ways (Worlds Apart) | Scenata con rissa               | 28 aprile 2002   | 3 novembre 2003 |
| 21 | After Hours                  | Attrazione pericolosa           | 1º maggio 2002   | 4 novembre 2003 |
| 22 | The Abby                     | Tempo di vacanze                | 8 maggio 2002    | 5 novembre 2003 |
| 23 | Swan Song                    | Amore senza fine                | 15 maggio 2002   | 6 novembre 2003 |

## Quelli di Boston
- Titolo originale: The Bostonians
- Diretto da: Greg Prange
- Scritto da: Tom Kapinos

### Trama
Ormai Joey, Jen e Jack vivono a Boston frequentando l'università, infatti Joey studia a Worthington mentre Jen e Jack vivono in una casa con Evelyn e vanno al Boston Bay. Joey è alle prese con la facoltà di letteratura dove insegna il professor David Wilder, molto popolare tra le studentesse, la sua compagna di camera si chiama Audrey Liddell, a stento Joey la sopporta considerandola una ragazza superficiale e poco seria.
Dawson inizia il suo stage in una produzione cinematografica sotto la guida di Todd, il regista, avrebbe dovuto raggiungere Joey a Boston per il week end ma i suoi impegni non glielo permettono. Jen e Jack incontrano un ragazzo di nome Blossom, è membro di una confraternita e li invita a una loro festa. Ormai Pacey non si tiene più in contatto con i suoi amici, Jack e Joey si interrogano su dove possa essere, soltanto Jen è a conoscenza del fatto che attualmente Pacey vive proprio a Boston, in effetti Jen cerca di convincerlo a rifrequentare il gruppo, ma Pacey preferisce mantenere con loro le distanze.
Audrey conosce Jen e Jack, e in breve si conquista la loro simpatia, sia Audrey che Joey decidono di accompagnare Jen e Jack alla festa della confraternita, dove si esibisce una band, e Jen fa amicizia con uno dei musicisti, Charlie. I membri della confraternita sembrano interessati a Jack, gli offrono la possibilità di diventare un loro membro. Joey confessa a Audrey che, benché sia venuta a Boston per allargare i suoi orizzonti, continua a sentirsi legata a Dawson, e questo non le consente di godere appieno di questa nuova esperienza, Audrey le spiega che ha affrontato una situazione molto simile, era molto innamorata del suo ragazzo del liceo, Chris, e allontanarlo dalla sua vita è stato molto difficile, tuttavia Audrey ritiene che divertirsi sia la sola chiave per vivere e apprezzare pienamente il presente.
Joey, dopo aver parlato con Audrey, lascia un messaggio sulla segreteria di Dawson spiegandogli che, nonostante la consapevolezza che una parte di lei lo amerà per sempre, ora vuole troncare il loro rapporto, perché finché si sentirà vincolata a Dawson non avrà mai la forza di trarre gioia da tutto ciò che la vita può offrirle. Intanto Dawson, dopo un litigio con Todd, viene licenziato, rendendosi conto che tutti i suoi amici vivono a Boston, decide di andare a trovare Joey.

## Ultima chiamata per Los Angeles
- Titolo originale: The Lost Weekend
- Diretto da: David Petrarca
- Scritto da: Gina Fattore

### Trama
Dawson ha trascorso un piacevole fine settimana con Joey, Jen e Jack, a breve ripartirà per Los Angeles, ad un tratto, mentre è in compagnia di Joey nota che sul proprio cellulare c'è un messaggio vocale che non aveva ancora ascoltato, si tratta del messaggio che Joey gli aveva lasciato alla festa quando gli aveva spiegato che era sua intenzione escluderlo per sempre dalla sua vita, ciò genera imbarazzo per entrambi, Dawson è venuto a Boston a trovarla solo per scoprire che Joey non voleva più vederlo.
Jen incontra Charlie, scoprendo che lavora nella stazione radio dell'università, i due mentre sono in onda si cimentano in un dibattito, Charlie poi porta Jen nella sua camera da letto e fa l'amore con lei. Doug va a trovare Pacey a Boston, lui vive nello yacht club alloggiando sulla barca dove ha viaggiato per i Caraibi durante l'estate, il proprietario dello yacht gli permette di viverci in attesa di intraprendere un altro viaggio: Doug non trova appropriato che il fratello non abbia concrete ambizioni, tenta di convincerlo a trovare un vero lavoro, ha un conoscente a Boston, si chiama Danny Brecher ed è lo chef del Civilization, un rinomato ristorante, benché Pacey non abbia intenzione di lavorarci decide di fargli solo una visita in segno di educazione.
Joey non se la sente di parlare a Dawson delle ragioni per cui ha voluto lasciargli quel messaggio sul cellulare, anche perché adesso è impegnata, vuole lasciare il corso di letteratura di Wilder dato che le assegna dei voti piuttosto modesti. Audrey si offre come guida per Dawson mostrandogli il campus universitario, intanto Wilder accetta di firmare il modulo che attesta il ritiro di Joey dal suo corso, ma quando lei lo porta alla segreteria, scopre che Wilder l'aveva presa in giro: ha firmato con il nome di Oscar Wilde. Wilder non vuole rinunciare a lei perché reputa Joey una studentessa brillante, facendole capire che non può scoraggiarsi soltanto perché la propria media scolastica non rispecchia le sue aspettative, anche perché l'ambiente dell'università è più competitivo rispetto a quello liceale.
Pacey si presenta al Civilization, il suo intento è quello di rifiutare il lavoro, anche perché Danny mette in chiaro che l'unica mansione che può offrirgli è quella di lavapiatti. Pacey esce con Melanie (è la nipote del proprietario dello yacht dove lui alloggia) con la quale ha avuto una storia estiva, i due vanno a mangiare in un ristorante, la cosa diventa umiliante quando Melanie paga il conto al suo posto, anche se Pacey le piace lo reputa solo un disoccupato. Pacey capisce che deve diventare indipendente, e dunque torna al Civilization e accetta il lavoro, inoltre fa anche la conoscenza di Karen Torres, cameriera che lavora nel ristorante.
Wilder convince Joey a fare un compito scritto improvvisando sul momento, lei accetta, inoltre ammette che per studiare in una prestigiosa università come Worthington sia i suoi amici che la famiglia hanno fatto dei sacrifici per aiutarla, è per questo che si sente moralmente costretta a prendere soltanto dei voti altissimi. Wilder leggendo quello che ha scritto questa volta le dà un voto più alto.
Audrey confessa a Joey che Dawson, stanco di essere ignorato da lei, ha deciso di andare all'aeroporto, tornerà a Los Angeles, quindi Joey lo raggiunge, ammette che era felice della sua visita pur credendo erroneamente che Dawson avesse ascoltato quel messaggio sulla sua segreteria prima di partite per Boston. Dawson le fa notare che il loro principale problema è sempre stata l'incomunicabilità, non riesce a capire cosa li unisca, se l'amore o la paura di crescere, ma adesso impone a Joey di essere sincera con lui, perché se tornerà a Los Angeles finiranno col vivere due esistenze separate, e alla fine si ridurranno a essere degli estranei. Joey ha capito di non voler rinunciare a lui, chiedendogli di rimanere a Boston.

## La confraternita
- Titolo originale: Capeside Revisited
- Diretto da: Michael Lange
- Scritto da: Jeffrey Stepakoff

### Trama
Jack continua a frequentare Blossom e i membri della sua confraternita, ama divertirsi alle loro feste, gli offrono la possibilità di diventare uno di loro. Intanto Audrey, Jen e Joey vanno a cenare al Civilization e quest'ultima vede Pacey in cucina rimanendo scioccata, Jen le rivela che Pacey vive a Boston da poco meno di un mese, non ha voluto farne parola perché Pacey le aveva chiesto di mantenere il riserbo ma ignorava che lavorasse lì.
Dawson va a Capeside per confessare a Gail e Mitch che non frequenterà più la scuola di cinema a Los Angeles, preferisce vivere a Boston con i suoi amici, infatti Jen, Jack e Evelyn lo ospiteranno nella loro casa. Mitch e Gail hanno capito che lui vuole solo stare vicino a Joey e tentare di ricostruire il loro amore, Mitch è estremamente deluso dall'atteggiamento del figlio il quale sta abbandonando le proprie ambizioni per stare dietro a Joey rischiando così di non vivere la propria vita accusandolo di immaturità.
A Pacey non piace lavorare al Civilization, infatti l'unica cosa che Danny gli fa fare è pelare le patate. Pacey tenta di stringere amicizia con Karen ma lei stranamente lo tratta in maniera ostile. Jen trova frustrante che l'unica cosa che lega lei e Charlie è il sesso, tenta di trovare con lui dei punti in comune, ma in definitiva lei è dipendente dal sesso almeno quanto lui.
Anche se Joey vorrebbe parlare con Pacey, preferisce non farlo dal momento che lui si è ben visto dall'avvicinarsi alla sua ex, Audrey le fa capire che molto probabilmente anche Pacey desidera parlare con Joey, quindi deve essere lei a prendere l'iniziativa. Joey ascolta il consiglio dell'amica e va a trovare Pacey sulla sua barca, quest'ultimo la fa salire a bordo, è evidente che tra i due non c'è alcun imbarazzo, trascorrendo il loro tempo a parlare amichevolmente.
Jack si sente costretto a confessare a Blossom e agli altri membri della confraternita che è gay, ma non era necessario, già lo sapevano infatti hanno svolto delle indagini su di lui, è proprio per questo che lo desiderano nella confraternita, vogliono rinnovare l'immagine antiquata e retrograda che tutti hanno di loro ritenendo che con un confratello omosessuale ciò gioverà alla loro reputazione. Nonostante l'iniziale titubanza, esortato da Evelyn ad aprirsi a questa nuova esperienza, Jack accetta di unirsi alla confraternita.
Danny affida a Pacey una nuova mansione: cucinare il tartufo bianco, gli ha fatto pelare le patate in modo che Pacey familiarizzasse con il coltello da cucina, era Karen che ambiva a questo incarico (questo spiega il suo atteggiamento arcigno nei riguardi di Pacey). Jen prova a conoscere meglio Charlie, ma a lui non piace entrare in confidenza, solo per puro caso, quando cercano di procurarsi dei profilattici, scopre che Charlie soffre di miopia benché avesse tentato di nasconderlo.
Anche se Gail rispetta il fatto che Dawson continui a considerare Joey l'amore della sua vita, cerca di fargli capire che la sua è una concezione irrealistica e che il vero amore si basa sulla fiducia, chiedendo al figlio se lui si fidi abbastanza di Joey da mettere a rischio il proprio futuro per lei. Dawson è irremovibile, tornerà a Boston, anche se è consapevole che la sua forse è una scelta sbagliata, sente che comunque è un rischio che deve correre. Mitch non nega che il figlio lo ha profondamente deluso, ma lo abbraccia perché indipendentemente da tutto gli vuole bene. Mitch va a fare la spesa in piena notte, e di ritorno a casa rimane coinvolto in un incidente automobilistico. 
- Guest star: Lourdes Benedicto (Karen Torres)

## Sensi di colpa
- Titolo originale: The Long Goodbye
- Diretto da: Robert Duncan McNeill
- Scritto da: Tom Kapinos

### Trama
Mentre Pacey è solo sulla sua barca viene raggiunto da Joey la quale lo informa che Mitch è morto, mentre era in auto un camion lo ha travolto, Pacey ne era all'oscuro, Doug aveva tentato di avvisare il fratello telefonandogli ma Pacey non aveva avuto il tempo di rispondere alle sue chiamate. Pacey, Joey, Jack, Jen e Evelyn vanno a Capeside per il funerale, a Dawson il dovere di scegliere la bara con la quale seppellire il padre. Dawson ripensa al suo dodicesimo compleanno, credeva di aver scartato tutti i regali ma Mitch gli rivelò di averne nascosto ancora uno dentro l'armadio della camera da letto di Dawson, si trattava di una videocamera con la quale sperava di incoraggiare il sogno di Dawson, ovvero quello di girare dei film, gesto che il figlio apprezzò tantissimo.
Dopo il funerale, a casa dei Leery, Joey cerca di dare un po' di conforto a Gail, quest'ultima ammette che il suo peggior timore è che l'orgoglio di Dawson lo spinga a non affrontare il lutto come dovrebbe. Dawson per un momento perde il controllo davanti a tutti quando sente la voce di Mitch nella segreteria telefonica.
Joey rievoca un ricordo legato a Mitch, egli aveva sempre saputo che Dawson era innamorato di lei, ancor prima che lo stesso Dawson ne prendesse coscienza, consigliando a Joey di armarsi di pazienza con la promessa che Dawson, prima o poi, avrebbe capito quanto in realtà la ama.
Gail ripensa a quando era incinta di Dawson, e Mitch montò la culla per lui, ciò che la ferisce è che Lilly è ancora troppo piccola, lei non conserverà mai nessun ricordo del padre. Benché fosse nelle intenzioni di Joey aiutare Dawson ad affrontare questo momento così difficile, lui non sembra gradire la sua presenza, Joey torna quindi a Worthington dove Audrey la consola vedendola tanto affranta, Joey infatti aveva percepito quanto Dawson si sentisse a disagio ad averla accanto a sé.
Pacey, mentre guida, ripensa a quando si stava preparando per l'esame della patente, suo padre John era troppo occupato con il lavoro per aiutarlo e quindi era stato Mitch a dargli delle lezioni di guida. Pacey, intuendo che Dawson si sente indirettamente responsabile per la morte del padre, lo porta nel luogo dove Mitch è morto, facendogli capire che è stato solo vittima di un incidente stradale e che prima di morire aveva fatto il proprio dovere di genitore facendo di Dawson una brava persona.
Dawson va a fare la spesa nel supermercato dove pure Mitch era stato prima di morire, il commesso spiega a Dawson che proprio quella notte Mitch gli aveva parlato del figlio, benché non condividesse le decisioni che Dawson ultimamente aveva preso, ammette che solo ascoltandolo si capiva quanto Mitch amasse suo figlio e quanto fosse fiero di lui. Mentre Dawson entra nella propria auto, rimanendo solo, scoppia a piangere.

## Delusioni e tradimenti
- Titolo originale: Use Your Disillusion
- Diretto da: Perry Lang
- Scritto da: Rina Mimoun

### Trama
Nonostante Dawson ci tenesse a rimanere a Capeside ad accudire la madre e la sorellina, Gail lo convince ad andare a Boston in modo da trascorre qualche giorno in compagnia di Joey. Il marito della defunta scrittrice Rose Lazar è morto, i testi scritti dalla moglie ora non appartengono più a lui e l'università di Worthington è riuscita a impadronirsene, e dunque Wilder per festeggiare questo successo invita Joey a un ricevimento a casa sua.
Danny chiede a Pacey se può prestargli la sua barca, vorrebbe trascorrervi una serata romantica con sua moglie Emily, quindi Pacey accetta di passare un po' di tempo con Jen la quale lo invita a teatro ad assistere all'Otello, avrebbe voluto andarci con Charlie ma lui è impegnato con il lavoro alla radio.
Tobey fa una sorpresa a Jack, infatti è venuto a trovarlo, ma non riesce a trascorrere del tempo con lui come vorrebbe, infatti Jack è preso dalla "Settimana del Diavolo": sono le prove finali per i candidati che desiderano aderire alla confraternita. Tobey non riesce a nascondere la sua delusione, constatando che Jack non fa altro che trascurarlo, i confratelli convincono Jack a lasciarlo accusando Tobey di essere un ragazzo possessivo e geloso.
I tentativi di Joey di far trascorrere a Dawson dei giorni tranquilli non danno gli esiti sperati, addirittura lo porta a casa di Wilder per il ricevimento, ma Dawson si fa cogliere dall'agitazione e decide di andarsene, Joey lo raggiunge vedendolo turbato, Dawson le rivela che già da un po' ha degli attacchi di panico. Mentre Pacey e Jen vanno a teatro vedono Charlie in compagnia di una ragazza in una caffetteria, non è al lavoro come aveva detto, Jen si arrabbia con lui facendo davanti a tutti una scenata di gelosia, scoprendo però che la ragazza è Ilyse, la sorella di Charlie, il motivo per cui non è al lavoro è perché gli hanno spostato il turno, si è visto con la sorella solo perché Ilyse gli ha fatto una sorpresa rivelandogli che si è appena fidanzata, non ha voluto avvertire Jen con una telefonata perché non voleva disturbarla sapendo che stava andando a teatro.
Tobey e Jack si lasciano, anche se Tobey ama Jack al di sopra di tutto, Jack al contrario vede in lui un ostacolo al suo desiderio di aprirsi a nuove esperienze, quando viveva a Capeside sentiva che la sua omosessualità era l'unica cosa che lo distingueva dagli altri, invece alla confraternita si sente finalmente accettato. Tuttavia Tobey cerca di fargli capire lui si sta aggrappando a un'illusione, perché anche se i suoi confratelli accettano il fatto che lui sia gay non significa che lo comprendano per davvero.
Jen è delusa vedendo che Jack è soddisfatto solo perché ha superato il suo periodo di prova diventando un membro attivo della confraternita, a scapito della sua rottura con Tobey. Sebbene all'inizio Pacey amasse lavorare con Danny ritenendolo un uomo degno di ammirazione, inizia ora a capire che tipo di persona lui è veramente: quando conosce Emily scopre da lei che non ha trascorso la notte in barca con il marito, Pacey intuisce che Danny tradisce la moglie e che nella barca ha portato la sua amante. Jen va a trovare Charlie nel dormitorio dell'università, ma senza farsi vedere lo sorprende con un'altra ragazza, scoprendo che la tradisce.
Dawson torna a Capeside, lui e Joey si salutano con toni apparentemente amichevoli, ma è evidente che tra i due c'è troppo disagio, Dawson ha persino dimenticato di portare con sé il libro che Joey gli aveva comprato su come affrontare il lutto, Joey si sente in colpa perché la partenza di Dawson le dà un senso di liberazione, costretta a constatare come lei non sia in grado di aiutarlo a superare la morte di Mitch. Audrey legge la bellissima dedica che Joey aveva scritto sul libro che aveva comprato a Dawson dove gli diceva quanto gli vuole bene "ora e per sempre".

## Momenti critici
- Titolo originale: High Anxiety
- Diretto da: Jason Moore
- Scritto da: Allison Robinson e Joshua Krist

### Trama
Dawson è a Capeside e si fa visitare da un medico il quale gli spiega che probabilmente gli attacchi di panico sono un disturbo psicosomatico in reazione al lutto, lo convince ad andare a Boston consigliandogli l'aiuto di una collega che lavora lì specializzata in terapia del dolore. Mentre Pacey è nello yacht in compagnia di Jen, consiglia a quest'ultima di trovare un sistema per vendicarsi su Charlie e le sue infedeltà; Jen trova un ciondolo, Pacey ha capito cha appartiene all'amante di Danny e che deve averlo dimenticato quando gli ha dato il permesso di usare lo yacht.
Audrey riceve la visita di sua madre Kay, non la sopporta dato che non fa altro che criticare la figlia, tuttavia Kay prende Joey in simpatia, tanto che Audrey la convince a cenare con loro in un ristorante in modo che la presenza di Joey la aiuti a gestire l'irriverenza della madre. Pacey dà a Danny il ciondolo trovato nello yacht in modo che possa restituirlo alla sua amante, tuttavia si astiene dal rivelargli che è a conoscenza del fatto che tradisce la moglie, ma non intende più mettere lo yacht a sua disposizione.
Dawson si fa ospitare da Jen e Jack, ma non trova il coraggio di andare in terapia, preferisce invece accettare l'offerta di Jack che lo invita a bere con lui e i suoi amici della confraternita. Joey va a cenare con Audrey e Kay, l'atmosfera diventa piuttosto imbarazzante dato che quest'ultima non perde occasione per umiliare la figlia davanti all'amica, a cominciare dal fatto che Kay le rinfaccia la sua mancata carriera di attrice e modella dato che rimase incinta di Audrey, e che lei si è fatta espellere da diverse scuole private per tutti i problemi che causava oltre al fatto che è riuscita a farsi ammettere da Worthington solo grazie a una cospicua donazione in denaro da parte della sua famiglia. Joey prende le difese di Audrey a va via dal ristorante con l'amica lasciando sola Kay criticandola per il suo ingiustificabile accanimento contro la figlia.
Jen va a trovare Charlie nel dormitorio, entra nella sua stanza ma poi arriva anche Nora, la ragazza che frequentava all'insaputa di Jen, anche Nora scopre dunque che Charlie usciva anche con Jen oltre che con lei. Charlie non mostra rimorso per averle ingannate, ammette che le aveva incontrare tutte e due alla festa della confraternita, precisando che con nessuna di loro aveva stabilito che desiderasse una relazione monogama. Nora e Jen apparentemente tentando di sedurlo, lo convincono a spogliarsi ma poi lo chiudono fuori dalla sua camera da letto, costretto a rimanere nel corridoio completamente nudo.
Pacey organizza una festa allo yacht club alla quale prendono parte Joey e Audrey, arrivano pure Jack e Dawson, insieme ai confratelli, tutti ubriachi, Dawson pare allegro ma, mentre parla con Joey, accusa la ragazza di essere indirettamente la causa della morte di Mitch.
Kay decide di andarsene, lei e Audrey si salutano con affetto anche se è evidente che entrambe non sono in grado di appianare le loro divergenze, Audrey ha capito che la causa dei loro problemi è che nessuna delle due riesce a scusarsi con l'altra per i loro continui errori, benché sia evidente che Kay è dispiaciuta per come ha trattato la figlia ritiene che solo con un atteggiamento severo può esserle di aiuto, in ogni caso chiede a Audrey il permesso di venirla a trovare con più frequenza.
Dawson è mortificato per quello che ha detto a Joey ma lei non gliene fa una colpa, è consapevole che aveva detto quelle cose solo perché era ubriaco. Dawson ammette che quando aveva deciso di lasciare Los Angeles ciò che più voleva era tornare con Joey e dare al loro amore un'altra possibilità, ma ora che Mitch è morto sente solo un senso di vuoto, Joey lo bacia promettendogli che ritroverà il proprio ottimismo. Pacey vede Karen indossare il ciondolo che ha trovato nello yacht: ora ha capito che è lei l'amante di Danny.

## Il testamento
- Titolo originale: Text, Lies and Videotape
- Diretto da: Marita Grabiak
- Scritto da: Karen Lewicki

### Trama
Jen accompagna Dawson da una terapista, la quale gli spiega che una delle conseguenze del lutto è l'incapacità di capire la differenza tra ciò che è giusto e ciò che è sbagliato, e che le persone usano le menzogne come meccanismo di difesa. Quando viene letto il testamento di Mitch si scopre che non aveva fatto in tempo a includere la piccola Lilly nelle volontà testamentali.
Pacey mette in chiaro le cose con Karen: sa benissimo che lei e Danny sono amanti, è disgustato dal fatto che li ha aiutati coprendoli con Emily, tuttavia Karen non accetta di farsi giudicare da lui, spiegandogli che in passato il Civilization era sull'orlo del fallimento, è stato Danny a salvarlo dedicandosi completamente al lavoro, Emily non solo si era astenuta dal sostenere il marito, ma lo lasciò, fu in quel periodo che lui e Karen divennero amanti, tuttavia benché Emily e Danny tornarono insieme quest'ultimo ha continuato a portare avanti la sua storia con Karen.
Joey viene inserita in un gruppo di ricerca alla cui guida c'è Wilder, hanno trovato alcune lettere molto private di Rose Lazar e vorrebbero capire a chi erano destinate, Joey per merito di Audrey arriva a un'intuizione e capisce che Rose aveva scritto quelle lettere proprio per lei stessa, erano una sorta di diario, la ragazza trova il consenso di Wilder e dei colleghi che trovano più che valevole la sua deduzione, Joey ha dato così prova della sua intelligenza e della propria perspicacia.
Il Civilization festeggia l'anniversario, all'evento è presente anche Emily, mettendo Karen a disagio. Pacey va a trovare Karen a casa sua e le offre del cibo, ormai Karen ha capito che l'illusione di legarsi a un uomo sposato non la porterà a nulla, sta anche prendendo in considerazione l'idea di lasciare il Civilization. Joey ormai è sempre più affascinata da Wilder il quale ammette che l'inesperienza di Joey è ciò che per ora la rende speciale, perché gli studenti del primo anno che si iscrivono all'università commettono spesso lo sbaglio di voler essere all'altezza dell'alto standard accademico in tempi rapidi, quando invece sono proprio l'insicurezza e l'impreparazione che permettono alla propria mente di apprendere e imparare.
Dawson è turbato dal fatto che Mitch non abbia incluso anche Lilly nel testamento, secondo la sua analista Dawson non accetta che suo padre fosse una persona capace di commettere dei semplici sbagli come chiunque, perché dopo la sua morte ha sentito il bisogno di idealizzarlo, ma la verità è che pure Mitch aveva i suoi difetti, lo prova il fatto che invece che comprendere i sentimenti di Dawson quando egli voleva lasciare la scuola di cinema è stato solo capace di rimproverarlo.
Dawson si sintonizza sull'emittente radiofonica di Jen la quale dedica al suo amico una canzone, Gail rivela a Dawson che Mitch lo aveva iscritto a una gara di cinema nel New Hampshire. Dawson spiega a Gail che non tornerà alla scuola di cinema a Los Angeles, lei rispetta la sua decisione avendo capito che Dawson non era felice in quell'ambiente.

## Travolgente passione
- Titolo originale: Hotel New Hampshire
- Diretto da: Lev L. Spiro
- Scritto da: Diego Gutiérrez

### Trama
Nora confessa a Jen che Charlie ha tentato di riconquistarla, anche se Jen odia Charlie per lei è umiliante che egli abbia tentato di riconciliarsi con Nora piuttosto che con Jen, la conferma che tra lei due era proprio Jen quella che gli interessava di meno. Dawson, vedendola sconsolata, decide di aiutarla a distrarsi, invitandola a seguirlo nel New Hampshire per il contest di cinema a cui Mitch lo aveva iscritto.
Jack invita Joey e Audrey a una festa della confraternita, infatti ogni ragazzo deve avere un'accompagnatrice, Jack infatti ci andrà con Joey mentre Audrey dovrà accompagnare il confratello Eric. Pacey invita Karen a uscire con lui, in amicizia, Pacey vuole allontanarla da Danny e dal loro malsano rapporto, quando Pacey riaccompagna a casa Karen la faccenda sfugge di mano, infatti Pacey e Karen fanno sesso.
I tentativi di Eric di sedurre Audrey non vanno a buon fine, Joey ci rimane male quando scopre che Audrey era stata invitata soltanto affinché Eric la conquistasse sentendo Jack definire Audrey "una facile". Joey a malapena riconosce il suo amico accusando la confraternita di averlo cambiato in peggio, Jack le spiega che è stato difficile crescere in quella che è stata una famiglia infelice e adesso non intende sentirsi in colpa solo perché nella confraternita ha trovato un ambiente meno soffocante, tuttavia Joey lo mette in guardia ritenendo che Jack si sta aggrappando a una fatua speranza perché la realtà dei fatti è che la confraternita lo sta allontanando dalla sua vera identità.
Karen pare pentita di aver fatto sesso con Pacey, affermando che quello che è appena successo non farà altro che complicare la situazione, Pacey intuisce che Karen vuole tornare con Danny, lei infatti ammette di non provare niente per Pacey e che per lui non vale la pena rinunciare a Danny.
Per Dawson e Jen le cose diventano un po' imbarazzanti quando scoprono che, nell'albergo dove alloggiano, gli è stata data la suite matrimoniale. Dawson vince la gara di cinema con l'intervista biografica di Brooks strappando il titolo a Oliver Chirchick, campione per tre anni consecutivi, egli studia alla scuola di cinema di Boston consigliando a Dawson di iscriversi anche lui. Dawson è finalmente felice, sta superando la morte di Mitch, e mentre è solo con Jen nella suite matrimoniale fa l'amore con lei.
Pacey, non volendo altre complicazione con Karen, decide di licenziarsi, ma non è necessario, Danny gli rivela che Karen si è già licenziata. Pacey è decisamente deluso dal cinismo di Danny il quale oltre ad aver tradito la moglie ha messo Karen nella posizione di rinunciare al suo impiego, non mostrando un reale senso di colpa per le proprie azioni. Karen lascia Boston, è riconoscente a Pacey che le ha dato il coraggio di mettere le distanze da Danny, incoraggiando Pacey a dedicarsi alla sua carriera di cuoco.
Jack chiede scusa a Audrey e Joey per come si è comportato, anche Joey gli fa le sue scuse, non aveva il diritto di giudicare la confraternita con tanta severità, specialmente se farne parte per Jack è così importante. Anche se Jen e Dawson sono tornati insieme decidono di fare un patto: indipendentemente da come andranno le cose tra loro, non dovranno mai rinunciare all'amicizia che li unisce, infine invece che tornare a Boston, decidono di rimanere nel New Hampshire qualche altro giorno.

## Storie di terrore
- Titolo originale: Four Scary Stories
- Diretto da: Krishna Rao
- Scritto da: Jed Seidel

### Trama
Jack torna a casa insieme a Joey e Pacey dopo aver visto con loro un film horror, i tre discutono sul fatto che le storie del terrore sono poco avvincenti perché trattano temi irreali, infatti decidono di raccontare delle storie su vere esperienze vissute.
Joey racconta una spiacevole esperienza avvenuta durante il giorno di Halloween, Audrey voleva convincerla a venire con lei a una festa ma Joey doveva restare tutta la notte in biblioteca per studiare, Audrey la mise in guardia perché proprio lì una ragazza venne aggredita. Joey aveva adocchiato un uomo dall'aria inquietante che la guardava, ormai a notte inoltrata Joey era rimasta sola in biblioteca, con lei c'erano solo l'uomo e il gentile bibliotecario che però si rivelò essere proprio lui la persona che aggredì quella ragazza, l'uomo era solo un poliziotto, Joey affrontò l'aggressore riuscendo a sopraffarlo.
Jack racconta quello che accadde una notte mentre era solo nella sede della confraternita, vide una foto dei confratelli risalente al 1968, in quell'anno un membro della confraternita si tolse la vita perché girava voce che la sua ragazza lo tradì. Jack sentì dei suoni e aprendo uno sgabuzzino vide un ragazzo legato, Jack lo liberò, affermava di essere una matricola del primo anno e che si era unito alla confraternita in quanto il padre era uno dei fondatori, ma tutti lo odiavano perché era gay, a quel punto Jack si allontanò in modo da prendergli un bicchiere d'acqua e infine riguardando la foto del 1968 scoprì che c'era anche quel ragazzo, era solo un fantasma, chiaramente era il ragazzo che si suicidò, il motivo che lo spinse a un tale gesto era dovuto al fatto che non accettava più il disprezzo con cui i suoi confratelli lo trattavano per via della sua omosessualità.
Pacey ha capito che quelle raccontate da Joey e Jack sono solo storie inventate, decide dunque di raccontarne una vera: lui e Karen erano in auto insieme, e incrociarono un'altra auto in piena notte con i fari spenti, Pacey gli lampeggiò per fargli segno di accenderli, Karen lo mise in guarda dato che girava voce che gli iniziati di una banda criminale della zona con le loro auto tenendo i fanali spenti mandano fuori strada coloro che ingenuamente gli lampeggiano. Infatti l'auto iniziò a inseguirli fino a urtarli, Pacey allora lo sfidò tentando uno scontro frontale, l'auto misteriosa per evitare di urtare contro quella di Pacey andò fuori strada, a quel punto Karen e Pacey si avvicinarono al mezzo per affrontare il guidatore, ma egli svanì nel nulla.
Arriva Evelyn che quando scopre che Jack, Pacey e Joey stanno raccontando storie dell'orrore, spiega ai tre che la vera paura si può sperimentare solo quando essa appare nei luoghi dove ci si sente al sicuro, raccontando una storia che vede Jen come protagonista, lei rimase per la prima volta alla radio durante l'orario notturno, era uscita per pochi minuti all'esterno dell'edificio dove in un vicolo una figura oscura ripeteva il suo nome, Jen scoprì che si trattava di un manichino, tornò poi nella sala radiofonica dove la misteriosa figura oscura la terrorizzò sfondando la vetrata. Evelyn con il suo racconto riesce a incutere paura ai tre ragazzi nonostante tentino di nasconderlo.
- Nota: in questo episodio è assente Dawson Leery.

## L'amara scoperta
- Titolo originale: Appetite for Destruction
- Diretto da: Harry Winer
- Scritto da: Anna Fricke

### Trama
Dawson e Jen tornano a Boston, quest'ultima spera di trascorrere una notte romantica con lui a casa, solo per scoprire che ad attenderli ci sono Joey, Audrey, Jack e Pacey, quest'ultimo ha preparato una cena per tutti, colti in flagrante mentre si baciano, adesso hanno scoperto che sono tornati insieme. Tutti decidono di cenare facendo finta di niente, benché l'imbarazzo generale è piuttosto percepibile, Joey ingenuamente crede che quel bacio non ha significato nulla, ma Audrey è costretta a metterla davanti alla realtà dei fatti: chiaramente Jen e Dawson hanno fatto l'amore, anche Pacey e Jack lo avevano subito intuito.
Joey ne trova conferma parlandone con Dawson, tuttavia decide di affrontare la cosa con maturità, non vuole farne un problema anche perché ha di Jen una buona considerazione ritenendo che per ora è lei la ragazza giusta per Dawson, infatti ora che Mitch è morto, e data la consapevolezza che Dawson sta attraversando un momento difficile, non intende avanzare pretese nei suoi confronti. Audrey è della convinzione che Joey stia sbagliando, perché a dispetto di tutto lei ha il diritto di esprimere la propria delusione, e infatti Joey mentre è sola con Dawson inevitabilmente gli chiede per quale motivo ha preferito Jen a lei: Dawson ammette che dopo la morte di Mitch si è smarrito, Joey con la sua sola vicinanza lo faceva stare male, mentre Jen è stata in grado di aiutarlo a ritrovare la propria identità.
Jack si confronta con Jen ritenendo che quello che c'è tra lei e Dawson è solo uno sbaglio, ma lei non vuole la sua opinione anche perché non riesce più a vedere in Jack l'amico di una volta, ora lui è sempre assorbito dalla confraternita, e non nega che è delusa dal modo in cui ha lasciato Tobey. Ad un tratto arriva Charlie, è venuto a trovare Jen per restituirle un maglione che aveva dimenticato da lui, ormai Charlie e Nora non stanno più insieme, e benché ci tenesse a rimanere con Jen in buoni rapporti di amicizia lei ammette che preferisce escluderlo dalla sua vita.
Audrey fa notare a tutti quanto sia meraviglioso che nonostante non vadano più al liceo Dawson, Jen, Pacey, Joey e Jack abbiano preservato la loro amicizia, infatti ammettono che è bello che possano contare gli uni sugli altri anche se ormai sono cambiati e non sono più uniti come un tempo. Jen ha notato che Pacey è l'unico che non ha espresso un'opinione su lei e Dawson, tuttavia Pacey con affetto le dice che, se stare con Dawson la rende felice, non è obbligata a giustificarsi con nessuno e che non deve rendere conto delle sue decisioni.
Conclusa la serata, Dawson, Jen e Evelyn (da poco rientrata) rimangono soli in casa mentre gli altri vanno via, Joey resta sola con Pacey confessandogli che all'inizio, desiderosa di mettere un po' di distanza tra lei e Dawson, aveva trovato confortante che Jen lo stesse aiutando a superare la morte di Mitch, ma non prevedeva che sarebbero tornati insieme, Pacey abbraccia Joey spiegandole che le cose alla fine sono sempre destinate ad aggiustarsi da sole.

## L'altra Joey
- Titolo originale: Something Wild
- Diretto da: Michael Lange
- Scritto da: Jeffrey Stepakoff

### Trama
Joey trascorre un po' di tempo a Capeside, è ancora arrabbiata ora che Dawson e Jen stanno insieme, Pacey la riporta a Worthington dove nelle bacheche vengono annotati di voti, e Joey scopre di aver preso il massimo in tutte le materie, compresa letteratura, trasportata dalla felicità arriva anche ad abbracciare Wilder. Jen vorrebbe tanto che Dawson si iscrivesse alla scuola di cinema di Boston, ma lui sembra più interessato ad accudire Gail e Lilly.
Audrey accetta l'offerta di Danny il quale le propone di lavorare come cameriera al Civilization, inoltre dà a Pacey una promozione, con un aumento dello stipendio. Pacey e Audrey vanno in un bar in compagnia di Joey, durante la serata si esibisce una band sul palco, tra i musicisti c'è Charlie che vedendo Joey, rimane catturato dalla sua bellezza, cerca con lei un dialogo tuttavia la cosa diventa imbarazzante quando scopre che Joey è un'amica di Jen e che dunque è ben consapevole del fatto che Charlie l'aveva tradita.
Jen tenta di convincere Dawson a mettere le distanze da Gail ma lui accusa la sua ragazza di avere un rapporto pressoché inesistente con i propri genitori e che dunque non può capire il suo desiderio di volersi prendere cura della madre. Benché Joey sia prevenuta con Charlie, lui non rinuncia e continua a corteggiarla, lei gli piace per davvero, Joey impulsivamente si mette a cantare sul palco con Charlie e la band ottenendo il consenso del pubblico.
Joey per gioco bacia Charlie (lei e Audrey si erano ripromesse che durante la serata avrebbero baciato un ragazzo). Gail fa capire a Dawson che deve diventare più egoista, ora deve concentrarsi sul proprio futuro altrimenti non riuscirà più ad avere una relazione matura con una ragazza e tanto meno uno scopo nella propria vita. Dawson si riconcilia con Jen facendo l'amore con lei, rivelandole che ha cambiato idea, ha deciso di iscriversi alla scuola di cinema di Boston.
- Nota: Numerosi i riferimenti alle serie precedenti in questo episodio: Pacey ricorda quando Joey ha cantato di fronte a un gruppo di sconosciuti[1], nonché il momento in cui tutti i ragazzi si erano ritrovati per un weekend dai Potter e avevano ballato in cucina, per dare una buona impressione al giornalista Fred Frickie.[2]

## La decisione di Pacey
- Titolo originale: Sleeping Arrangements
- Diretto da: Mel Damski
- Scritto da: Jed Seidel

### Trama
Jen sta riscuotendo un maggior successo come speaker radiofonica, tanto che le offrono la possibilità di fare consulenza telefonica per i radioascoltatori, ma sul versante romantico le cose non vanno bene: è fredda e distaccata con Dawson, lei non crede nell'amore duraturo, gli ha persino rovinato lo spazzolino da denti e non vuole dividere con lui i suoi prodotti da bagno.
Melanie dà una buona notizia a Pacey: lo zio venderà lo yacht per comprare un'imbarcazione più grande, vuole fare il giro delle Isole greche e vorrebbe che Pacey prenda il largo con lui. Intanto Dawson aiuta Jack a traslocare nella sede della confraternita, a Jack viene assegnata una camera da letto singola, quella che apparteneva a Blossom il quale da ora dividerà la camera con Eric. Jack trova tutto ciò sospetto, Blossom è un confratello anziano ed è strano che divida la sua camera da letto con Eric che proprio come Jack è una matricola.
Danny rispetta la decisione di Pacey, il quale sembra deciso a partire e lasciare Boston, e lo abbraccia con affetto. Jack vuole una spiegazione da Blossom, quest'ultimo ammette che Eric doveva essere il compagno di camera di Jack, ma non voleva dividerla con lui ed è per questo che Blossom ha ceduto a Jack la propria camera da letto trasferendosi dunque a dormire nella camera di Eric.
Dawson ha capito che l'atteggiamento disilluso di Jen nei confronti dell'amore è dovuto alla sua recente delusione con Charlie e che adesso provoca Dawson solo per allontanarlo, ma Dawson preferendo affrontare questa situazione con maturità le fa capire di non essere come Charlie, lui non intende ingannarla o tradirla in reazione ai loro problemi. Jen decide di impegnarsi di più con Dawson e gli regala un nuovo spazzolino da denti.
Eric ammette che ha dei problemi con Jack per via della sua omosessualità, tuttavia vedendo che Jack sentendosi offeso dal suo comportamento sta prendendo in considerazione l'idea di lasciare la confraternita, sentendosi in colpa nei suoi confronti, riconsidera la sua posizione, è pronto a dividere con lui la propria camera da letto. Jack apprezza il tentativo di riconciliazione, ma per adesso non è pronto a perdonarlo.
Pacey trascorre la notte nello yacht a fare l'amore con Melanie, il giorno dopo Audrey, Joey, Jack, Dawson e Jen vanno a trovarlo, vogliono salutarlo dato che tutto fa supporre che Pacey partirà, ma quest'ultimo spiega a tutti che non è necessario: ha cambiato idea, avendo capito che si trova bene a Boston ha deciso di rimanere per la felicità dei suoi amici.
- Guest star: Jennifer Morrison (Melanie Shay Thompson)

## Un bacio irrefrenabile
- Titolo originale: Something Wilder
- Diretto da: David Petrarca
- Scritto da: Rina Mimoun

### Trama
Elliott, compagno di studi di Joey, le chiede di uscire, e lei seppur sorpresa accetta, ma è lapalissiano che lei non è entusiasta all'idea di trascorrere il suo tempo con Elliott, pur considerandolo un ragazzo carino, Audrey le fa notare che il vero problema è che Joey ha troppa paura di aprirsi a un'altra relazione amorosa.
Dawson inizia la scuola di cinema, Oliver gli mostra la sceneggiatura del film da lui scritta, vorrebbe che fosse Dawson a dirigerlo. Jen va a trovare Jack alla confraternita mostrandogli una lettera che gli è stata spedita dal Boston Bay, Jack non sembra preoccuparsene dunque Jen lo affronta confessandogli che l'aveva già aperta: è consapevole che si tratta di un avviso, Jack è sotto esame accademico, effettivamente la sua media scolastica è calata.
Quando Blossom lo viene a sapere lo esorta a impegnarsi negli studi, il rendimento scolastico incide sull'immagine della confraternita, Jack comportandosi così rischia di far fare a tutti quanti una cattiva figura con il decano. Joey, con la scusa di avere il mal di gola, dà buca a Elliott preferendo trascorrere la notte con Wilder e gli studenti della facoltà, a fine serata Wilder riaccompagna Joey al dormitorio, e mentre parlano i due finiscono col baciarsi, finendo entrambi col provare imbarazzo.
Jack sostiene un esame prendendo un buon voto, lui e i suoi confratelli vanno a cenare al Civilization, ma Jack si ubriaca accusando Blossom di pensare solo al prestigio della confraternita avendolo rimproverato per la sua media scolastica. Blossom ammette infatti che di Jack non gli importa nulla, lo avevano invitato a unirsi a loro solo per migliorare la reputazione della confraternita, ma allo stato dei fatti Jack per loro è solo fonte di imbarazzo, a quel punto Jack e Blossom fanno a pugni, intervengono Eric e Pacey che li dividono.
Nonostante quello che è accaduto Jack non sembra portare rancore ai suoi confratelli, Pacey cerca però di farlo ragionare, Jack è irriconoscibile, sacrifica la sua media scolastica per divertirsi con i membri della confraternita che non hanno esitato a fare branco contro di lui. Pacey in passato non riuscendo a gestire i propri problemi personali cercava conforto nel divertimento fugace, e non vuole che Jack commetta i suoi stessi errori, Pacey cerca di mettere in guardia Jack perché lui sbaglia a illudersi che i confratelli siano suoi amici.
Oliver fa alcune modifiche alla sceneggiatura dopo aver ascoltato alcune delle considerazioni di Dawson, egli all'inizio non voleva lavorare al film di Oliver, ma adesso ha cambiato idea perché sente di aver trovato nuovamente qualcosa a cui appassionarsi.

## Ciak, si gira!
- Titolo originale: Guerilla Filmmaking
- Diretto da: Julia Rask
- Scritto da: Jonathan Kasdan

### Trama
Jen, Pacey e Audrey aiutano Dawson e Oliver a girare il loro film, dove quest'ultimo è il protagonista insieme a Audrey, tuttavia Dawson capisce che Oliver non sa recitare la parte, per il tipo di personaggio che bisogna interpretare Charlie è più adatto, quindi Jen (a dispetto dell'antipatia che nutre per lui) gli chiede di accettare la parte.
Mentre Audrey prova le sue battute con Pacey, finisce col baciarlo, pentendosene, anche se è evidente che i due provano qualcosa l'uno per l'altra. I membri della confraternita apparentemente sembrano non portare rancore a Jack per il violento litigio che c'è stato l'ultima volta, ma tra loro c'è ancora dell'imbarazzo, solo Eric lo tratta con amicizia.
Joey, dopo il bacio tra lei e Wilder, tenta di affrontare con lui una conversazione seria, ma in realtà è palesemente infatuata di lui, in verità anche Wilder è decisamente attratto dalla ragazza, Joey va pure a trovarlo a casa sua, impulsivamente finisce col baciarlo anche se poi si vede costretta a lasciarlo solo per raggiungere Audrey che durante le riprese è stata colta da un attacco isterico. Joey ha intuito che c'è qualcosa tra Pacey e Audrey, quest'ultima si sente in colpa a provare attrazione per l'ex ragazzo di Joey, teme di rovinare la loro amicizia, ammettendo che avere Joey come amica è stata la cosa più bella che le sia capitata da quando si è trasferita a Boston. Joey le spiega che non devono rendere conto a lei di quello che fanno, vuole bene a entrambi e se vogliono stare insieme possono farlo.
Eric invece che passare il suo tempo con gli altri confratelli preferisce la compagnia di Jack, quest'ultimo dal modo in cui gli parla capisce che Eric è attratto da lui mettendo Jack a disagio. I membri della confraternita sono delusi da Jack dopo aver saputo da Eric (il quale ha raccontato una menzogna) che Jack aveva tentato di baciarlo, Jack decide di lasciare la confraternita avendo capito dal comportamento prevenuto nei suoi confronti che ormai non è più ben accetto. Jack non prova nessun rancore contro Eric, ha capito che lui è gay e che fatica ad accettare la propria sessualità, infatti è stata chiaramente la paura che lo ha spinto a diffamare l'amico.
Dawson gira l'ultima scena con protagonisti Charlie e Audrey, nella quale si mette anche a nevicare, il finale perfetto. Audrey e Pacey si baciano, adesso non vogliono più celare la loro reciproca attrazione, infine Joey, che ormai sembra di ottimo umore, si mette a camminare di notte per le strade.

## Tutto in una notte
- Titolo originale: Downtown Crossing
- Diretto da: David Petrarca
- Scritto da: Tom Kapinos

### Trama
L'episodio riprende da dove si era conclusa la puntata precedente, Joey passeggia di notte tutta sola e telefona a Wilder chiedendogli di aspettarla, infatti vuole raggiungerlo a casa sua finché un uomo dai comportamenti molesti le chiede dei soldi, la ragazza si rifiuta di darglieli cercando di allontanarsi da lui, finché non tira fuori una pistola, tra i due c'è una colluttazione e il suo aggressore riesce a immobilizzarla, non solo le ruba il cellulare ma anche i soldi che lei dietro minaccia preleva da un bancomat.
Il rapinatore va via, obbligando Joey a dargli anche il cappotto, con l'intento di regalarlo alla moglie, poi si allontana tuttavia con arroganza saluta Joey in mezzo alla strada, venendo investito da un'auto, il guidatore non si ferma a prestargli soccorso. Joey, approfittando del fatto che lui è dolorante e inerme, si riprende tutto quello che le aveva rubato, tuttavia telefona affinché venga aiutato dai soccorsi. Joey scopre che la pistola con cui l'aveva minacciata era anche scarica, impara a conoscerlo meglio scoprendo che oltre a vivere di furti vende anche ecstasy.
Viene ricoverato in ospedale, Joey lo accompagna e conosce la moglie Grace e la sua bambina Sammy, ormai lei aveva cacciato di casa il marito stanca della sua condotta criminale, quando scopre che è finito in ospedale nel tentativo di rapinare Joey, provando imbarazzo, decide di impedire a Sammy di parlare al padre. Ormai gli rimane poco da vivere, chiede a Joey di tenergli compagnia, anche il padre di Joey era uno spacciatore e non ha mai capito per quale motivo egli con le sue scelte dissennate ha rovinato la loro famiglia, lui le spiega che è inutile tentare di razionalizzare perché pur amando i propri cari alcune persone non sanno contenere la propria irresponsabilità.
Joey gli racconta di un ricordo felice della sua infanzia, quando il padre la portava al parco giochi, lì tutti lo trattavano con rispetto, ma poi Mike venne arrestato e Joey scoprì che il parco giochi era solo una zona di spaccio dove lui conduceva i propri affari illeciti, Mike è stato una delusione per lei e la sorella, tradiva la moglie mentre moriva di cancro ai polmoni, ma a dispetto di tutto, il tempo passato con lui al parco giochi è ancora uno dei ricordi più belli della propria infanzia.
Lui muore e in sala d'attesa Joey mente a Sammy facendole credere che il padre è morto per averla salvata da un'auto che stava per investirla, infine Joey decide di lasciare a Grace i soldi che aveva prelevato dal bancomat.
- Nota: in questo episodio Joey è l'unico personaggio principale ad apparire.

## Dolce malinconia
- Titolo originale: In a Lonely Place
- Diretto da: Keith Samples
- Scritto da: Gina Fattore

### Trama
Jen invita Dawson a un concerto dove lei deve intervistare due musicisti per conto dell'emittente radiofonica, ma lui preferisce andare al cinema con Joey, vuole starle accanto dopo quello che le è capitato durante la rapina. Anche se Pacey e Audrey hanno fatto l'amore, lei non vuole più frequentarlo. Joey tenta il dialogo con Wilder ma lui le spiega chiaramente che è contento che quel bacio che c'è stato tra di loro non abbia avuto un seguito, non è sua intenzione avere una storia con una studentessa.
Jen si fa accompagnare da Audrey al concerto e intervista i musicisti Steve e Wynn i quali si rivelano gentili. Audrey entra in confidenza con Wynn ammettendo che quando ha saputo che Joey era stata rapinata ha interpretato la cosa come un segno, ovvero che la storia tra Audrey e Pacey (il quale è l'ex ragazzo di Joey) è sbagliata. Wynn le spiega che amare può essere semplice, l'amore diventa invece troppo complicato quando una relazione ha i presupposti per essere malsana.
Pacey decide di trascorrere la serata con Jack che lo accompagna in un bar, Pacey scopre che è un locale per gay, lì conosce Jeff, un critico culinario, Pacey gli fa credere di essere gay in modo da abbindolarlo e convincerlo a recensire positivamente il Civilization solo per scoprire che Jeff non è interessato a lui ma a Jack.
Mentre Dawson è al cinema con Joey, incontrano Wilder che è lì con una donna, è evidente che il suo intento è quello di provocare Joey per indurla a provare avversione nei suoi confronti sperando che Joey si rassegni sul fatto che loro due non staranno mai insieme. Joey lo bacia, ma ormai ha capito che Wilder è irremovibile, tra di loro non ci sarà mai nulla. Wilder con parole affettuose le fa capire che ciò che rende speciale l'attrazione che li ha uniti è il fatto che si sono astenuti dall'andare oltre in modo che possano preservare un bel ricordo l'uno dell'altra.
Steve cerca di sedurre Jen ma lei non intende tradire Dawson, benché Steve intuisca che quella tra Jen è il suo ragazzo è una relazione senza passione. Audrey incontra Pacey per strada, lui non si arrendere, vuole stare con lei, Audrey decide di dargli un'altra possibilità e lo bacia. Jen si addormenta tra le braccia di Dawson, anche se non lo dà a vedere le considerazioni di Steve la stanno influenzando, ormai si sta domandando se lei e Dawson si amano per davvero.

## Nuove realtà
- Titolo originale: Highway to Hell
- Diretto da: Sandy Bookstaver e Sanford Bookstaver
- Scritto da: Anna Fricke

### Trama
Dawson, Jen, Joey, Jack e Evelyn vanno a Capeside per il compleanno di Lilly, tuttavia Joey si vede costretta a cambiare programmi quando Charlie le chiede di cantare con lui in un locale, il cantante della sua band si è ritirato e questo ingaggio per la sua carriera è importante, ritenendo che Joey sia una cantante di talento. Joey si fa convincere da Audrey, che insieme a Pacey accompagna Joey e Charlie al locale.
Una volta giunti a Capeside, Jen confessa a Jack che intende lasciare Dawson, insieme a lui sente che le manca qualcosa. Pacey fatica a nascondere la sua antipatia per Charlie, ha già fatto soffrire Jen e non vuole che faccia lo stesso anche con Joey, tuttavia Audrey lo aiuta a mantenere un po' di autocontrollo. Giunti al locale Joey sul palco ha qualche iniziale difficoltà, il pubblico è un po' ostile, ma grazie a Charlie che le dà un po' di supporto, Joey inizia a cantare con un più sicurezza, il concerto si rivela un successo.
Jen e Dawson si confrontano inesorabilmente con la fine della loro storia, Jen ammette che quando si trasferì a Capeside rimase subito affascinata da Dawson, lui è il ragazzo migliore che abbia mai incontrato, tuttavia il problema è che non si amano. Pacey inizia a rivalutare Charlie più positivamente, infatti ha apprezzato il modo in cui ha aiutato Joey durante l'esibizione.
Pacey e Audrey suggeriscono di passare la notte in un motel lì vicino, intanto Joey e Charlie iniziano a conoscersi meglio, infatti quest'ultimo ha capito che Pacey è l'unico con cui Joey ha fatto l'amore, e che lei ha difficoltà a relazionarsi con i ragazzi, Charlie le confessa che (comprese Jen e Nora) è stato solo con tre ragazze, poi la invita a trascorrere la notte con lui nella stessa camera, alla fine Joey accetta la sua proposta e i due dormono nello stesso letto.

## Novità in amore
- Titolo originale: Cigarette Burns
- Diretto da: Les Sheldon
- Scritto da: Tom Kapinos e Jonathan Kasdan

### Trama
Jen conosce Clifton Smalls, è il nuovo fidanzato di Evelyn, un sessantenne vedovo, intanto Danny va in vacanza con la moglie ai Caraibi a lascia la sua casa a Pacey il quale vi porta Audrey, dopo aver fatto l'amore con lei inizia a intuire che probabilmente prima di conoscerlo lei deve aver avuto molti ragazzi.
È giunto il tempo della proiezione del nuovo film di Dawson e Oliver alla quale prendono parte Joey, Charlie, Audrey, Pacey, Jack, Jen, Evelyn e Clifton, inoltre c'è un ospite speciale, la critica Amy Lloyd, è stato Oliver a invitarla. Dawson, ignaro che Amy fosse una critica cinematografica, si è messo a litigare con lei considerandola una donna saccente, tanto che Amy decide di non assistere più al film.
Audrey, dopo aver confessato a Pacey di aver avuto ventisette ragazzi, ritratta la sua affermazione, ammettendo di averne avuti cinquanta. Naturalmente Pacey ne rimane in un primo momento turbato, ma capisce che la considerazione che ha di Audrey va oltre questi dettagli ammettendo di amarla. Audrey, davanti alle sue parole gentili, gli confessa che in realtà è stata solo con cinque ragazzi, voleva mettere alla prova l'ego maschile di Pacey per avere la certezza che i suoi sentimenti per lei fossero sinceri.
Dawson convince Amy a guardare il film che lui e Oliver hanno girato dopo aver preso un caffè con lei, confessandole di essere un suo ammiratore. Dawson ammette che negli ultimi tempi ha affrontato delle esperienze difficile, l'aver abbandonato Los Angeles per tentare di tornare con Joey, la morte del padre e la sua rottura con Jen, tuttavia il film che lui e Oliver hanno girato gli ha dato un senso di soddisfazione. Amy bacia Dawson e cambia idea e dunque assiste al film.
È evidente che Joey è attratta da Charlie, si è persino truccata per fare colpo su di lui, ha capito che non è un ragazzo cattivo e che ha tradito Jen principalmente per paura, parlando con lui ammette che ciò che la confonde è il dualismo della sua personalità, a volte sembra una persona gentile e altre volte un superficiale, tuttavia accetta di sedersi accanto a lui durante la proiezione del film avendo compreso che Charlie, pur di dimostrarle che può essere migliore di quanto in realtà appaia, è pronto a farle conoscere un lato più maturo del suo carattere.

## Vacanze in Florida
- Titolo originale: 100 Light Years from Home
- Diretto da: David Petrarca
- Scritto da: Rina Mimoun

### Trama
Dawson e Oliver partono in viaggio verso New York per incontrare un agente, mentre Audrey si procura una casa sulla spiaggia in Florida per le vacanze primaverili, alloggiando lì insieme a Joey, Jen, Jack e Pacey, ad un tratto arriva Charlie, è stato Pacey a rivelargli dove alloggiano, infatti desidera trascorrere del tempo con Joey.
Pacey conosce Chris, l'ex ragazzo di Audrey, andavano al liceo insieme, è una giovane celebrità, è ancora innamorato di lei e ci terrebbe a riconquistarla, anche perché Audrey e Pacey non hanno una relazione esclusiva, Pacey addirittura puntualizza che la loro non è una storia seria, anche se in realtà la sua è solo una reazione aggressiva dovuta alla presenza di Chris, dal quale si sente minacciato.
Jen è preoccupata per Jack, ha notato che ultimamente beve troppo. Intanto Oliver, capendo che la mente di Dawson è pervasa dal pensiero di Joey, gli consiglia di raggiungerla in Florida. Charlie e Joey passano sempre più tempo insieme, anche perché Pacey ha incoraggiato Joey a dargli una possibilità, benché Joey non lo considera il ragazzo giusto per lei.
Jen, vedendo Charlie e Joey insieme, tenta di convincere quest'ultima a non affezionarsi a lui, temendo che Charlie la prenda in giro come fece con lei. Joey si limita a dirle che la compagnia di Charlie la mette di buon umore, aggiungendo che Jen è andata a letto con Dawson e nonostante tutto Joey ha scelto di non rinfacciarglielo benché Jen non si fosse curata di quanto lei ci sarebbe rimasta male, puntualizzando che Jen non è nella posizione adatta per intromettersi nella vita della sua amica.
Anche se Joey non nega che il fatto che Charlie abbia tradito Jen la spinge a pensare male di lui, comprende che non è giusto giudicarlo per un solo errore, anche perché Charlie ha già dimostrato pentimento per ciò che fece a Jen. Chris bacia Audrey, ma lei capisce che è Pacey il ragazzo che veramente vuole, anche Pacey comprende di volere solo lei, finalmente superate le loro incomprensioni, i due diventano una coppia.
Dawson raggiunge la casa dove alloggiano i suoi amici, nel cuore della notte, vede Jack sul tetto della veranda, ubriaco, che tenta il suicidio tuffandosi sulla piscina, Dawson si getta in acqua e lo salva. Jack mette a nudo tutto il suo dolore, confessando a Dawson che ha preso dei cattivi voti, per non perdere l'anno deve prendere il massimo a tutti gli esami, come se non bastasse Tobey ormai ha un altro ragazzo. Jack ammette che dopo il diploma ha solo preso scelte sbagliate.
Il mattino dopo Pacey scopre che Dawson è venuto col chiaro intento di vedere Joey (ed eventualmente tornare con lei) però Pacey cerca di convincerlo a rinunciare alla sua ex una volta per tutte, rammentandogli che tutti i loro tentativi di riconciliarsi hanno sempre avuto un esito disastroso. Dawson gli spiega che Joey rappresenta per lui una forza che inevitabilmente lo attrae, tuttavia Dawson capisce che Pacey voleva solo risparmiargli la delusione di scoprire che Joey ha passato tutta la notte con Charlie, infatti quando glielo rivela, Dawson decide di andarsene senza parlarle. Joey e Charlie si baciano mentre Dawson, tutto solo in spiaggia, guarda il mare con aria affranta.
- Nota. Questo è il centesimo episodio della serie.

## Scenata con rissa
- Titolo originale: Separate Ways (Worlds Apart)
- Diretto da: Robert Duncan McNeill
- Scritto da: Nocole Ranadive

### Trama
Joey e Charlie fanno l'amore, lei è felice sentendo di poter vivere al suo fianco una storia senza impegni basata sul solo divertimento. A Charlie viene offerta una tournée e propone a Joey di seguirlo, partirà tra pochi giorni, ma lei non intende lasciare l'università; dal momento che i sentimenti di Charlie per Joey sono sinceri e non desidera perderla, rinuncia alla tournée.
Pacey scopre che Danny ha lasciato il Civilization, una grande compagnia ha acquistato il ristorante, a gestirlo sarà adesso la nuova manager Alex Pearl, la quale intende fare grandi cambiamenti, per cominciare licenzia Audrey. Oliver e Dawson spediscono il loro film a sessanta agenti, e soltanto uno di loro pare interessato, Andrew Waller, il quale concede ai due un colloquio. Oliver, credendo che solo mostrando un atteggiamento irriverente e arrogante otterrà il consenso di Waller, manda tutto all'aria, infatti Waller non li reputa abbastanza seri per fare carriera nel cinema.
Joey convince Charlie a riconsiderare la propria posizione, lei vuole che prenda parte alla tournée accusandolo di superficialità dal momento che loro due stanno insieme da poco, e nonostante tutto lui era già disposto a danneggiare la sua carriera come musicista solo per lei. Dawson si arrabbia con Oliver accusandolo di essere un immaturo dato che per via della sua mancanza di umiltà ha sabotato il colloquio, quindi Dawson prende in mano la situazione, parla con Waller facendogli capire quanto per lui sia importante cogliere l'occasione per costruirsi una carriera, effettivamente Waller rimane impressione dalla passione e dall'impegno con cui Dawson persegue le proprie aspirazioni, decide quindi di diventare il suo agente.
Charlie, suonando la chitarra, canta per Joey all'esterno del campus, lei lo raggiunge e Charlie la informa che ha cambiato idea, parteciperà alla tournée, ormai tra loro due è finita, ma anche se Joey è sempre stata consapevole che i sentimenti che prova per Charlie non erano abbastanza forti per costruire con lui una relazione duratura, ha apprezzato il tempo che ha trascorso con lui, i due si baciano inoltre Joey ammette che sarebbe felice se Charlie in futuro tornasse a trovarla.
Pacey va nell'ufficio di Alex tentando di convincerla a riassumere Audrey al Civilization ma lei è irremovibile, tra l'altro fa notare a Pacey che lui ha solo 19 anni, trovando ingenuo da parte sua investire le proprie energie nella sua relazione con Audrey dato che è ancora troppo giovane, infine lo bacia mettendolo a disagio.

## Attrazione pericolosa
- Titolo originale: After Hours
- Diretto da: Mel Damski
- Scritto da: Jeffrey Stepakoff

### Trama
Jack per non perdere l'anno deve prendere un buon voto all'esame di calcolo variabile, il problema è che finora non è riuscito a mettersi in pari con gli studi, ha poco tempo e non è preparato non avendo seguito i corsi con la dovuta attenzione. Pacey confessa a Jack di aver baciato Alex, e anche se non intende tradire Audrey, in realtà Jack intuisce che Pacey è palesemente attratto da Alex. Quest'ultima si scusa con Pacey per il suo comportamento inappropriato, è anche pronta a riassumere Audrey in segno di amicizia.
Dawson al cinema incontra per caso Amy, lei lo porta a casa sua e i due fanno l'amore, Dawson impara a conoscerla meglio, scoprendo che Amy desiderava fare la regista, rinunciò per mancanza di vero talento. Jack chiede ai suoi ex confratelli di aiutarlo, dato che la confraternita conserva nei suoi archivi il materiale da ricerca sugli esami, ma loro non vogliono, in particolare Blossom il quale mette in chiaro che prova indifferenza per lui e i suoi problemi.
Audrey si arrabbia con Pacey avendo capito che Alex ha deciso di riassumerla solo perché prova dell'attrazione per lui, alla fine Pacey le confessa del bacio che c'è stato tra lui e Alex, ma sebbene quest'ultima si sia comportata in modo tutt'altro che professionale lei è comunque il suo capo e Pacey non può perdere il proprio lavoro. Nonostante le premesse, Pacey non riesce a resistere al fascino di Alex, inevitabilmente è attratto da lei e la bacia, ma proprio quando stavano per fare sesso, Alex si tira indietro, è ovvio che non voleva fare l'amore con lui ma solo divertirsi a manipolarlo per fargli capire che poteva conquistarlo senza la minima difficoltà
Amy e Dawson parlano di Jen, è evidente che quella tra lei e Dawson non è stata una storia importante, lo conferma il fatto che non ha sofferto dopo la loro rottura, al contrario lui e Jen ora sono ottimi amici, il vero problema è Joey: lei è stata con Charlie e dunque Dawson lo interpreta come un segno che ormai lei non prova più niente per Dawson, tuttavia Amy lo accusa di affrontare la cosa con troppa ingenuità, ritenendo che il fatto che Joey abbia avuto una storia con un altro ragazzo non significhi necessariamente che ha dimenticato Dawson.
Jack torna a casa e scopre che insieme a Evelyn ad attenderlo c'è Eric, ha rubato dagli archivi della confraternita tutto ciò che deve sapere sull'esame di calcolo variabile, infatti è lì per aiutarlo a prepararsi per il test. Pacey, pentitosi per aver quasi tradito Audrey, le telefona ma lei, troppo delusa dal suo comportamento, non risponde alle sue chiamate.

## Tempo di vacanze
- Titolo originale: The Abby
- Diretto da: Michael Lange
- Scritto da: Diego Gutiérrez e Jonathan Kasdan

### Trama
Audrey convince Joey a portarla con sé a Capeside, intanto Wilder fa una sorpresa alla ragazza: le mostra un numero inedito della rivista letteraria di Worthington, il racconto di Joey intitolato "The Kiss" è stato pubblicato, lei e Wilder si abbracciano affettuosamente. Nonostante il comportamento sgradevole che Oliver ha avuto con il produttore, riesce a farsi perdonare da Dawson, inoltre il produttore è interessato al loro film offrendo a entrambi un lavoro a Los Angeles, Audrey si offre di ospitarli a casa sua.
Joey va a trovare Mike in prigione solo per scoprire che è stato rilasciato per buona condotta già da qualche mese, ormai preferisce distanziarsi dalle figlie, ha trovato anche un lavoro in un emporio. Jen e Jack progettano una vacanza estiva in Costa Rica ma Helen e Theo vorrebbero tentare con lei una riconciliazione, invitandola a trascorrere l'estate con loro a East Hampton.
Alex organizza una cena per i finanziatori anche perché stanno valutando l'idea di aprire un altro Civilization a Filadelfia, affida a Pacey la scelta del menù, quest'ultimo si mette a provocarla davanti a tutti, al punto che Alex lo rimette in riga con la minaccia di rovinargli la vita. Tuttavia quando Alex licenzia ingiustamente Marie, una cuoca nonché giovane madre single, Pacey sabota la cena portando delle pizze mancando di rispetto ad Alex davanti ai finanziatori.
Dopo quanto successo il Civilization chiude per fallimento, l'auto di Pacey è guasta quindi Alex gli offre un passaggio, ma poi si mette a guidare ad alta velocità con intenzioni pericolose, accusando Pacey di averle rovinato la carriera, tuttavia lui non si sente in colpa, inoltre volendo assecondarla cerca di distrarla in modo da causare un incidente stradale impedito dal fatto che Alex frena bruscamente all'ultimo momento. Usciti dall'auto i due si calmano, Alex ammette che in realtà Pacey le piaceva per davvero, è consapevole di quanto siano diversi, perché lui al contrario di Alex ha un buon cuore, Pacey le fa capire che se vuole diventare una persona migliore può ancora cambiare, infine Alex e Pacey si tengono compagnia avendo ritrovato entrambi il buon umore.
Jack cerca di convincere Jen ad accettare l'invito dei suoi genitori, anche perché lei in fondo ha sempre desiderato che Helen e Theo ritrovassero il loro interesse per nei suoi confronti nel tentativo di ricucire il rapporto con la figlia, ma Jen non sembra disposta a voler trascorrere del tempo con loro. Jack è della convinzione che Jen stia prendendo la scelta sbagliata, ma Evelyn gli fa capire che il rapporto che Jen ha con Theo e Helen è fin troppo controverso, sono stati dei cattivi genitori e lei ha il diritto di portare rancore a entrambi.
È evidente che Dawson ha ritrovato pienamente la propria serenità emotiva, a prova di ciò il fatto che va a visitare la tomba di Mitch, raccontando al padre tutti gli avvenimenti che ha affrontato dopo la sua morte, ammettendo che lui ama ancora Joey, il suo amore per lei rappresenta per Dawson ciò che è perfetto, e non vuole smettere di continuare a crederci, ciò che vuole a riaverla al suo fianco.

## Amore senza fine
- Titolo originale: Swan Song
- Diretto da: Greg Prange
- Scritto da: Tom Kapinos e Gina Fattore

### Trama
Sono trascorsi cinque anni, Dawson e Oliver sono diventati due registi di successo, casualmente Dawson incontra Joey in un aeroporto, è da tanto che non si vedono, lei sta per sposare un avvocato, Dawson non si è ancora rassegnato all'idea che loro due non sono riusciti a tornare insieme, tanto che Joey con un tono quasi sprezzante lo accusa di essere patetico dato che si sente ancora legato a quello che era stato il loro amore di gioventù. Dawson poi si sveglia scoprendo che il suo era solo un sogno.
Pacey è tornato a Capeside, ora lavora allo yacht club come sorvegliante. Benché Audrey avesse offerto a Joey la possibilità di trascorrere l'estate con lei e Dawson a Los Angeles, lei preferisce rimanere a Capeside. Dato che Joey ha scoperto che Dawson era venuto a trovarla in Florida ma senza avere la possibilità di parlarle, gli chiede per quale motivo volesse vederla: lui ammette che voleva confessarle il suo amore, tenta di baciarla ma Joey si tira indietro, la sua paura è che Dawson non sia realmente innamorato di lei ma che veda solo in Joey un pretesto per non affrontare il proprio futuro.
Dawson, Audrey, Jen e Jack vanno all'aeroporto, quest'ultimo incontra per caso Eric, lui ha deciso di trascorre del tempo con i suoi genitori per confessare a entrambi la propria omosessualità. Dawson incrocia Evelyn, la quale si appresta a partire con Clifton a Las Vegas, lei confessa a Dawson che avrebbe preferito che Jen trascorresse l'estate con i suoi genitori. A quel punto Dawson decide di convincere lui stesso Jen a cambiare idea, facendole capire che se non tenterà con loro una riconciliazione lei non crescerà mai. Jen ascolta il suo consiglio, tra l'altro era evidente che Jack non volesse partire con lei per la Costa Rica, infatti vuole rimanere accanto a Eric e aiutarlo adesso che lui ha trovato il coraggio di confrontarsi con la propria omosessualità.
Pacey incontra Danny, i due si salutano da buoni amici, però è evidente che Pacey gli porta rancore per aver abbandonato il Civilization avendo anche compromesso la sua carriera di cuoco, Danny inoltre non mostra il minimo rimorso, adesso ha una nuova ragazza, Emily infatti gli ha chiesto il divorzio. Pacey ha capito che proseguendo per questa strada finirà col diventare come Danny, quindi va all'aeroporto per parlare con Audrey.
Intanto Dawson incontra all'aeroporto Todd, è la prima volta che si vedono da quando quest'ultimo lo aveva licenziato, nonostante ci sia un po' di ostilità reciproca Todd lo invita a tenersi in contatto col lui quando arriverà a Los Angeles, pare che sia interessato a lavorare con Dawson concedendogli un'altra possibilità. Joey trova il coraggio di parlare con Dawson e dunque va all'aeroporto, incrocia Jen e le due ragazze appianano totalmente le loro divergenze, si abbracciano ed entrambe ammettono di voler bene l'una all'altra.
Pacey, dall'altoparlante, confessa i suoi sentimenti a Audrey, le chiede scusa per averla ferita perché lei gli ha fato la forza di credere nuovamente nell'amore. Audrey lo perdona, infine Pacey decide di trascorrere l'estate con Audrey in California.
Dawson sta per imbarcarsi nell'aereo, quindi Joey per raggiungerlo non ha altra scelta che comprare un biglietto aereo per Parigi, una volta raggiunto Dawson ammette di aver sbagliato a credere che lui con la sua presenza le impedisse di crescere, perché Dawson in realtà rende la sua vita migliore. Dawson tenta di convincerla a venire con lui a Los Angeles, ma Joey non intende seguirlo, non è quello che vuole e per adesso la cosa giusta è che lei e Dawson vivano due vite separate, covando però la speranza che il destino li farà tornare insieme, perché Dawson rappresenta per lei il passato e il presente, ma anche il futuro. Dawson e Joey si scambiano un bacio romantico, per poi separarsi, quest'ultima ora è indecisa se farsi rimborsare il biglietto o usarlo per visitare Parigi.